# 南京神社

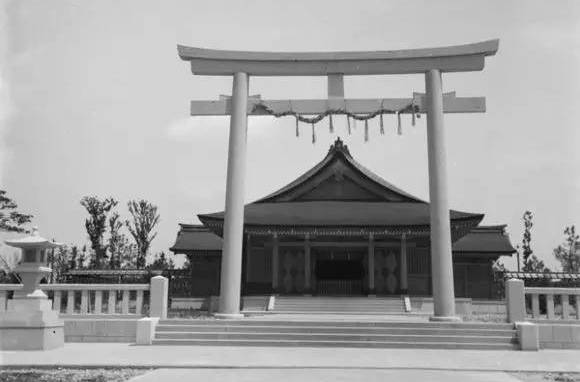
拝殿

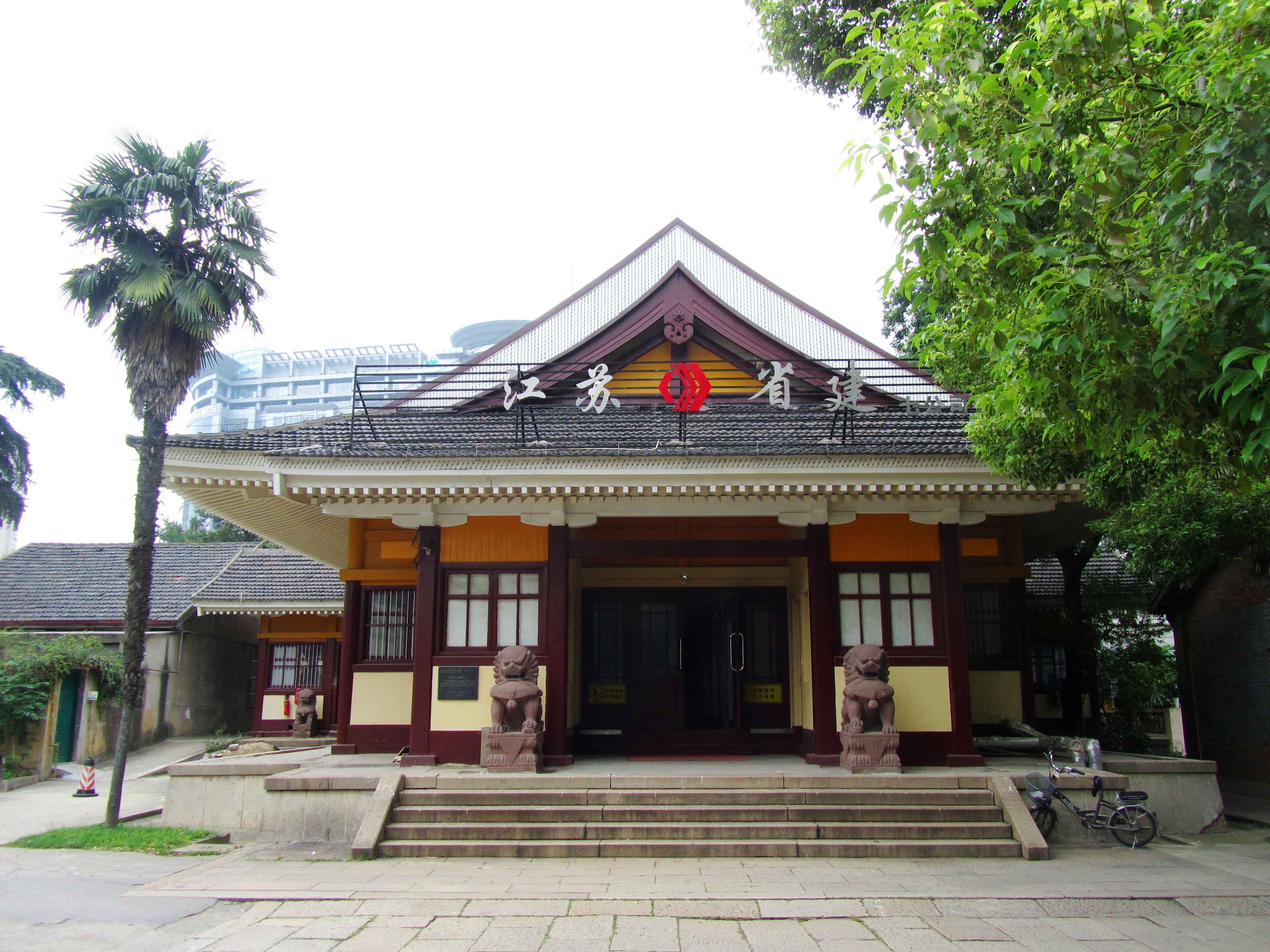
2012年の拝殿

南京神社（ナンキンじんじゃ）は、かつて中国の南京市に存在した神社で、鼓楼区五台山に位置する。

## 歴史
南京に神社を創設する構想は日中戦争前から存在した。日中戦争により、この構想の実現可能性は現実味を帯びることになった。1939年5月7日、居留民会は五台山に神社を作ることを決議した。費用は現地の日本人住民の募金で賄った:66,68。神社の工事は1941年10月から始まり、1943年11月2日に鎮座祭が行われ、1944年に竣工した:67。
1946年、国民政府は南京神社を中国抗戦陣亡将士紀念堂に改造した。
中華人民共和国の成立後には江蘇省体育局がスポーツ関連施設として使用した。1980年代には住宅団地の建設に伴う解体が検討されたが、建築学者が保存を訴えて、1992年ごろに南京市級文物保護単位に指定された。現在は拝殿の部分だけ現存し、本殿は鉄筋コンクリート造に改築された。